# San Antonio Express-News
Le San Antonio Express-News est un important quotidien basé à San Antonio au Texas.

## Histoire
Fondé en 1865, il est la propriété de la Hearst Corporation.
Le Houston Chronicle et le San Antonio Express-News sont à l'origine, en 2019, des révélations au public des abus sexuels dans la Convention baptiste du Sud aux États-Unis.